# Neoamerioppia flagellata
Neoamerioppia flagellata är en kvalsterart som först beskrevs av Hammer 1975.  Neoamerioppia flagellata ingår i släktet Neoamerioppia och familjen Oppiidae. Inga underarter finns listade i Catalogue of Life.